# 4姊妹偵探團
《赤川次郎懸疑 4姊妹偵探團》，由朝日放送與朝日電視台共同製作，以日本著名推理小說作家赤川次郎之《三姊妹偵探團》系列為故事背景改編的電視劇，由夏帆主演。從2008年1月18日到3月14日在朝日電視台系列電視台播出，播出時間為每週五21:00～21:54（JST）。

## 概要
劇集改編自赤川次郎頗受歡迎的推理小說《三姊妹偵探團系列》，將設定改作四姊妹，成為「四姊妹偵探團」。
此劇是女主角夏帆首次主演的地面電視廣播電視劇。

## 故事大綱
一場夜半在橫濱發生的火災，不但把佐佐本家的大屋燒毀，也把這一家的成員帶入了一連串的奇案世界中。
由於家園被燒毀，母親早喪而父親出外公幹的佐佐本四姊妹變得無家可歸，幸得次女綾子（加藤夏希飾）的老師收留。然而，隨著警方於火場的搜證結束，一個驚人的消息傳來：在火場中發現一具先遭殺害的女屍，殺人凶器竟屬四姊妹的父親，任職大學考古副教授的佐佐本周平（竹中直人飾）所有，加上死者曾是周平的學生，警方隨即以頭號嫌疑犯的身份通緝周平。尚為高中生的幼女夕里子（夏帆飾）由於深信父親清白，又感到警方已認定周平為凶手而無心追查，決意找出真相洗脫父親嫌疑。經過一番波折後，在感情深厚的四姊妹同心協力下，終於真相大白，將凶手繩之於法。
解決了周平的案件後，四姊妹搬到姨姨宮本加津代（室井滋飾）及其男友城之內秀樹（生瀨勝久飾）家中暫住。在加津代的牽引下，四姊妹又再遇上離奇的凶案，並且從此與查案結下不解之緣。
在接二連三的案件中，渴望出嫁的長女真理（中越典子飾）、單純又沒有方向感的次女綾子、貪錢的三女珠美（市川由衣飾）、率直聰明但漢字奇差的幼女夕里子各展所長，加上大有女性緣的正直刑警國友靖之（吉澤悠飾），一次又一次把離奇的案情破解，找出真凶，終於得到了「四姊妹偵探團」的稱號。

## 角色及演員

### 主要角色
- 佐佐本夕子（四女）：夏帆
- 國友靖之（刑警）：吉澤悠
- 佐佐本真理（長女）：中越典子
- 佐佐本綾子（二女）：加藤夏希
- 佐佐本珠美（三女）：市川由衣
- 城之內秀樹（加津代非婚同居的丈夫）：生瀨勝久
- 宮本加津代（佐佐本四姊妹的姨母）：室井滋
- 佐佐本周平（佐佐本四姊妹的父親）：竹中直人
- 三崎太郎（刑警，國友的上司）：近藤芳正
- 山田邦夫（刑事課長，國友及三崎的直屬上司）：日野陽仁
- 田島明日香（女警）：原史奈
- 新藤英子（與田島搭檔的女警）：櫻井知里

### 客串演出
第1集
- 安藤健司（住在佐佐本家附近的畫家）：風間徹
- 安藤岐子（健司的妻子）：若林志穗
- 植松宏（周平的上司）：升毅
- 水口淳子（在夜總會工作的女子，後來懷了健司的孩子）：渡部彩
- 神田初江（淳子的同僚）：上野夏姫

第2集
- 小西清子：大島智子
- 小西榮一：安居劍一郎
- 白鳥早苗：前田亞季
- 白鳥君代：相本久美子
- 大沼謙吾：松尾伴內
- 高岡健介：大衛伊東（原名伊藤努）
- 近田昌子：川島尚美
- 原知子：梅宮萬紗子

第3集
- ：前田愛
- 西崎敦夫：長谷川初範
- 小野田絹子：東照美（原名山邊素美）
- 小野田修一：齊藤祥太
- 矢澤浩市：曾根悠多
- 山形節子：真由子（加藤真由子）
- 神谷紀子：岡田薰

第4集
- 室田春代：小澤真珠
- 村井子：中島廣子
- 堀江涼子：野波麻帆
- 木下伸子：橘實里
- 木下紀夫：中村繁之
- 內山美登里：立原麻衣
- 堀江均：松澤一之
- 室田克彥：山田明鄉

第5集
- 佐久間高志：袴田吉彥
- 宮下明：佐藤珠緒
- 上田真紀：葵
- 內海玲子：舟木幸
- 根岸武則：渡邉紘平
- 植松宏：升毅

第6集
- 森下唯：淺見麗奈
- 田村勝幸：海東健
- 增淵幹夫：阿南健治
- 增淵光子：鈴木早智子
- 水口信行：神保悟志
- 金井健太：大西耕治
- 三宅光三郎：寺田農
- 神田惠：高橋慶子
- 秋葉紗代：保里佐和
- 四谷瑞惠：野間麗（原名卷野若葉）

第7集
- 米原朋子：宮地真緒
- 市川和人：齊藤慶太
- 米原龍也：國廣富之
- 米原里美：石野真子
- 風野明：金山一彥
- 前田美由紀：羽里早紀子
- REIJI（レイジ）：高木將大
- 牧田紘一：齊藤岳

第8集
- 高田恭二：金子賢
- 山根令那：雛形明子
- 村井康夫：布施博
- 山根定一：寺泉憲
- 山根靜江：水澤亞紀
- 深野須美子：大場久美子
- 三田咲子：大島蓉子
- 安部秀明：篠原功生

大結局
- 田渕香織：秋本奈緒美
- 平野卓郎：羽場裕一
- 宮田孝一：半田健人
- 大沼讓司：工藤俊作
- 田淵泰男：町田政則

## 製作人員
- 原作：赤川次郎《三姊妹偵探團》（講談社）
- 編劇：福田卓郎、高山直也
- 導演：新城毅彥（5年D組）、池添博（5年D組）、常廣丈太（朝日電視台）
- 音樂：辻陽
- 總監製：桑田潔（朝日電視台）
- 監製：橫地郁英（朝日電視台）、奈良井正巳（朝日放送）、太田雅晴（5年D組）
- 武術指導：佐佐木修平
- 技術協力：VIDEO STAFF
- 美術協力：KF RISE
- 錄影廠：東京MEDIA CITY
- 製作協力：5年D組
- 製作：朝日放送、朝日電視台

## 主題曲
- YUI「Namidairo」（Sony Music Records）

## 播放日期、副題及收視率
| 集數       | 播放日期   | 副題       | 副題                                   | 收視率 |
| ---------- | ---------- | ---------- | -------------------------------------- | ------ |
| 1          | 2008/01/18 |            | 放火殺人…完美犯罪 vs 4姊妹             | 9.2%   |
| 2          | 2008/01/25 |            | 豪華美容院殺人！失蹤的女兒             | 6.4%   |
| 3          | 2008/02/01 |            | 相親對象是殺人犯！？給盯上的人氣女星   | 8.1%   |
| 4          | 2008/02/08 |            | 死神所愛的女人                         | 3.5%   |
| 5          | 2008/02/15 |            | 催眠術殺人！？姐妹殺死對方             | 7.0%   |
| 6          | 2008/02/22 |            | 在溫泉復仇！？混浴露天風呂的秘密…      | 7.4%   |
| 7          | 2008/02/29 |            | 生髮劑的復仇！？關閉新娘的（秘密）詭計 | 6.4%   |
| 8          | 2008/03/07 |            | 被詛咒的天才鋼琴家！連環殺人之謎       | 7.0%   |
| 大結局     | 2008/03/14 |            | 追蹤狂與殺人之吻                       | 8.0%   |
| 平均收視率 | 平均收視率 | 平均收視率 | 平均收視率                             | 7.0%   |

## 關於收視率的話題
作為矚目新人夏帆首部主演的地面放送電視劇，此劇在日本首播時收視率意外地一直欠佳，有評論認為是由於日本電視台（NTV）在同一時段的「週五ROAD SHOW!」播映了如《死亡筆記》等一系列重量級電影，導致此劇收視率一直低迷。亦有人認為是由於推理劇過於密集地播放，因為在此前兩季內已分別播出了多部推理劇作，繼有：《警視廳搜查文件》、《偵探學園Q》、《女刑事水紀》、《小島裁判官》、《女子刑事》、《神探伽利略》、《SP 特警》、《京都地檢之女》、《新・京都迷宮案內 5》、《相棒 season 6》、《講數阿姐》，以致觀眾收看的意欲偏低。

## 作品的變遷
| 日本朝日放送、朝日電視台系列 週五9時連續劇 | 日本朝日放送、朝日電視台系列 週五9時連續劇         | 日本朝日放送、朝日電視台系列 週五9時連續劇 |
| ------------------------------------------ | -------------------------------------------------- | ------------------------------------------ |
|                                            | 赤川次郎懸疑 4姊妹偵探團 （2008.1.18 - 2008.3.14） |                                            |
| 非常老爸 （2007.10.26 - 2007.12.14）       | 謎 （2008.4.18 - 2008.6.20）                       |                                            |

| 臺灣緯來日本台 一番偶像劇                   | 臺灣緯來日本台 一番偶像劇               | 臺灣緯來日本台 一番偶像劇 |
| ------------------------------------------- | --------------------------------------- | ------------------------- |
|                                             | 4姊妹偵探團 （2009.4.14 - 2009.4.24）   |                           |
| 情定大飯店（重播） （2009.4.1 - 2009.4.13） | A咖童星在我家 （2009.4.27 - 2009.5.7 ） |                           |

| 臺灣龍華影劇台 週六、日22:00-22:55    | 臺灣龍華影劇台 週六、日22:00-22:55      | 臺灣龍華影劇台 週六、日22:00-22:55 |
| ------------------------------------- | --------------------------------------- | ---------------------------------- |
|                                       | 4姊妹偵探團 （2012.10.27 - 2012.11.24） |                                    |
| 王牌男公關 （2012.9.29 - 2012.10.21） | 推理遊戲 （2012.11.25 - 2012.12.29）    |                                    |

## 外部連結
- （日語） 電視劇官方網站
- （繁體中文） 中文版官方網站（页面存档备份，存于）
- （日語） 外景拍攝場地一覽表（页面存档备份，存于） 衛星圖